# Comisión de la Fuerza Laboral de Texas

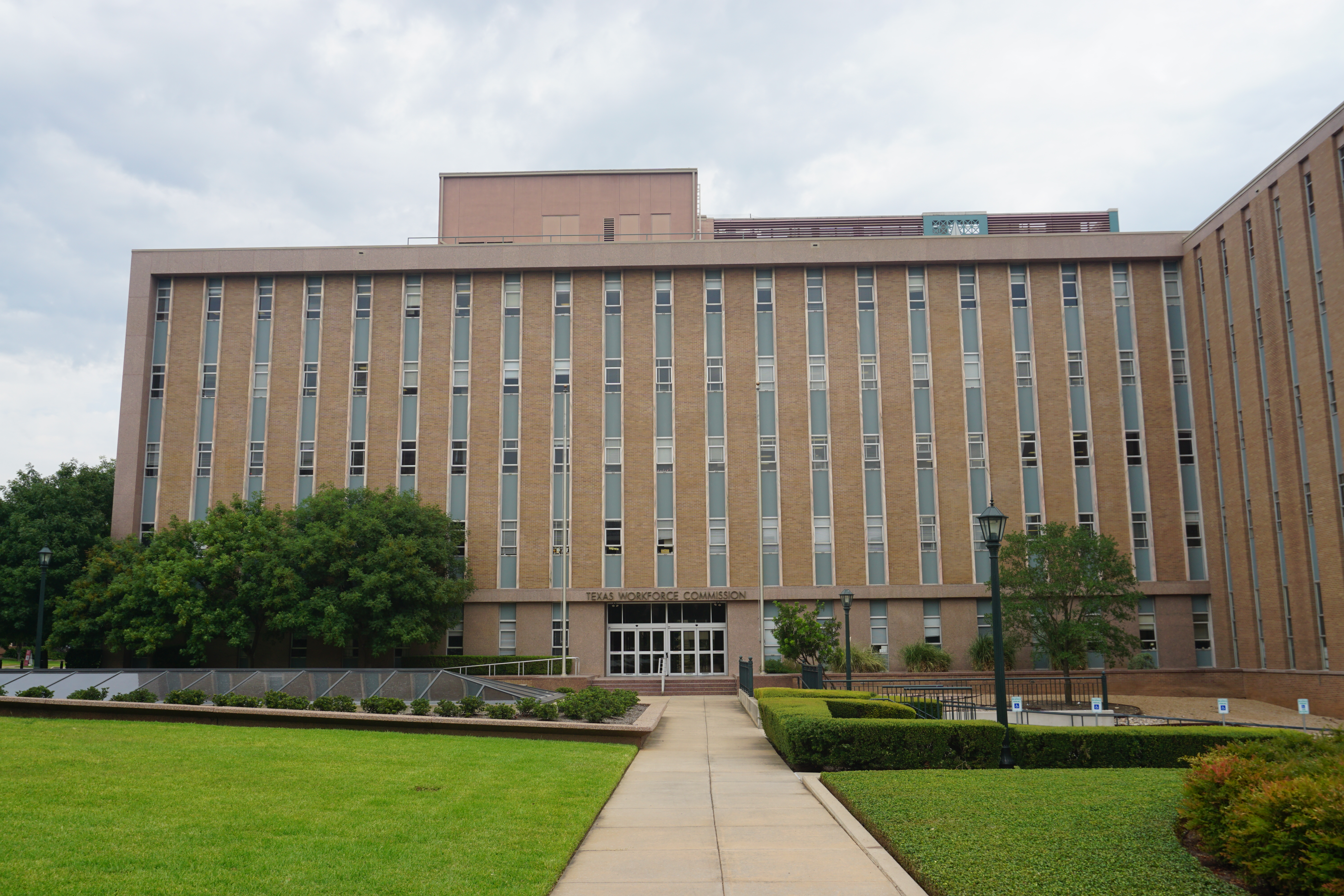
La sede de la Comisión de la Fuerza Laboral de Texas.

La Comisión de la Fuerza Laboral de Texas (idioma inglés: Texas Workforce Commission, TWC) es una agencia del estado estadounidense de Texas. Tiene su sede en Austin. La agencia ayuda a empleadores y empleados en Texas. Emplea impuestos federales para costear sus operaciones.